# Saprinus virescens
Saprinus virescens är en skalbaggsart som först beskrevs av Gustaf von Paykull 1798.  Saprinus virescens ingår i släktet Saprinus och familjen stumpbaggar. Enligt den svenska rödlistan är arten sårbar i Sverige. Arten förekommer i Götaland, Gotland och Öland. Artens livsmiljö är våtmarker, jordbrukslandskap. Inga underarter finns listade i Catalogue of Life.